# 백자 청화매월십장생문 팔각접시
백자 청화매월십장생문 팔각접시(白磁 靑畵梅月十長生文 八角-)는 청화로 매월십장생문(梅月十長生文)을 그려넣은, 조선 전기의 백자 접시이다. 대한민국의 보물 제1063호로 지정되어 있다.

## 특징
팔각의 접시에 청화의 매월과 십장생문이 기품 있게 그려진 작품의 예는 매우 드물며, 광주의 도마리, 무갑리, 우산리 요지 등에서 제작된 초기 청화백자 작품 중의 하나이다.
팔각의 각을 이룬 접시로 입 부분은 약간 벌어졌고, 밑 부분에서 꺾어져 좁아졌으며, 굽도 8각을 이루었다. 문양은 청화로 안쪽 바닥면에 달과 매화를 그렸고, 바깥면에는 십장생의 암수의 사슴과 불노초, 학과 소나무 등을 능숙한 솜씨로 꽉 차게 그렸다. 담청색을 머금은 백자유가 전면에 곱게 칠해졌으며, 청화의 색깔이 밝게 빛난다. 굽다리에는 가는 모래받침을 받쳐 구운 흔적이 남아 있으며, 여러 개로 파손된 것을 복원하였고 입언저리 일부도 수리하였다.